# Michel Sapin
Michel Sapin, född 9 april 1952 i Boulogne-Billancourt i Hauts-de-Seine, är en fransk politiker som representerar socialisterna. Han är sedan 2 april 2014 Frankrikes finansminister.
Sapin är en nära förtrogen till president François Hollande efter drygt trettio års vänskap. Hollande och Sapin möttes under sin officersutbildning och tillhörde senare samma årskull vid elitskolan École nationale d'administration. Han gick med i socialistpartiet 1975 och valdes in i Nationalförsamlingen redan vid 28 års ålder. Han var ledamot av Nationalförsamlingen 1981-1991 samt 2007-2012 och har bland annat varit vice ordförande för socialistgruppen och ordförande i justitieutskottet.  
Sapin har tjänstgjort i flera regeringar och innehaft ett flertal tunga ministerposter såsom biträdanade justitieminister 1991-1992 i Édith Cressons regering, finansminister 1992-1993 i Pierre Bérégovoys regering, förvaltningsminister 2000-2002 i Lionel Jospins regering och arbetsmarknadsminister 2012-2014 i regeringen Ayrault. I samband med presidents Hollandes regeringsombildning 2014 utnämndes Sapin till finansminister i regeringen Valls I och han hade kvar ämbetet även i regeringen Valls II som tillträdde i augusti 2014. Sapin har även varit aktiv i kommunalpolitiken i Argenton-sur-Creuse där han under flera perioder tjänstgjort som borgmästare.